# Sindaci di Spoltore
Di seguito l'elenco cronologico dei sindaci di Spoltore e delle altre figure apicali equivalenti che si sono succedute nel corso della storia.

## Regno d'Italia (1861-1946)
| Sindaci nominati dal governo (1861-1889)          | Sindaci nominati dal governo (1861-1889) | Sindaci nominati dal governo (1861-1889) | Sindaci nominati dal governo (1861-1889) | Sindaci nominati dal governo (1861-1889) |
| Nominativo                                        | Partito                                  | Partito                                  | Mandato                                  | Mandato                                  |
| Nominativo                                        | Partito                                  | Partito                                  | Inizio                                   | Fine                                     |
| ------------------------------------------------- | ---------------------------------------- | ---------------------------------------- | ---------------------------------------- | ---------------------------------------- |
| ?                                                 |                                          |                                          |                                          |                                          |
| Sindaci eletti dal Consiglio comunali (1889-1926) |                                          |                                          |                                          |                                          |
| Nominativo                                        | Partito                                  | Partito                                  | Mandato                                  | Mandato                                  |
| Nominativo                                        | Partito                                  | Partito                                  | Inizio                                   | Fine                                     |
| ?                                                 |                                          |                                          |                                          |                                          |
| Raffaele De Cesaris                               | ?                                        | ?                                        | ?                                        | 1902                                     |
| Carlo De Cesaris                                  | ?                                        | ?                                        | 1902                                     | 1903                                     |
| Raffaele De Cesaris                               | ?                                        | ?                                        | 1903                                     | 1905                                     |
| ?                                                 |                                          |                                          |                                          |                                          |
| Italo De Sanctis                                  | ?                                        | ?                                        | 1914                                     | 1920                                     |
| ?                                                 |                                          |                                          |                                          |                                          |
| Podestà nominati dal governo (1926-1928)          |                                          |                                          |                                          |                                          |
| Nominativo                                        | Partito                                  | Partito                                  | Mandato                                  | Mandato                                  |
| Nominativo                                        | Partito                                  | Partito                                  | Inizio                                   | Fine                                     |
| ?                                                 |                                          |                                          |                                          |                                          |
| Unito al comune di Pescara (1928-1946)            |                                          |                                          |                                          |                                          |

## Repubblica Italiana (dal 1946)
| Unito al comune di Pescara (1946-1947)               | Unito al comune di Pescara (1946-1947)            | Unito al comune di Pescara (1946-1947)             | Unito al comune di Pescara (1946-1947)            | Unito al comune di Pescara (1946-1947)            | Unito al comune di Pescara (1946-1947)            | Unito al comune di Pescara (1946-1947)            | Unito al comune di Pescara (1946-1947)            | Unito al comune di Pescara (1946-1947)            |
| Sindaci eletti dal Consiglio comunale (1947-1994)    | Sindaci eletti dal Consiglio comunale (1947-1994) | Sindaci eletti dal Consiglio comunale (1947-1994)  | Sindaci eletti dal Consiglio comunale (1947-1994) | Sindaci eletti dal Consiglio comunale (1947-1994) | Sindaci eletti dal Consiglio comunale (1947-1994) | Sindaci eletti dal Consiglio comunale (1947-1994) | Sindaci eletti dal Consiglio comunale (1947-1994) | Sindaci eletti dal Consiglio comunale (1947-1994) |
| Nominativo                                           | Partito                                           | Partito                                            | Partito                                           | Partito                                           | Mandato                                           | Mandato                                           | Elezione                                          |                                                   |
| Nominativo                                           | Partito                                           | Partito                                            | Partito                                           | Partito                                           | Inizio                                            | Fine                                              | Elezione                                          |                                                   |
| ---------------------------------------------------- | ------------------------------------------------- | -------------------------------------------------- | ------------------------------------------------- | ------------------------------------------------- | ------------------------------------------------- | ------------------------------------------------- | ------------------------------------------------- | ------------------------------------------------- |
| Filippo Griffi (Commissario prefettizio)             | –                                                 | –                                                  | –                                                 | –                                                 | 1947                                              | 1948                                              | –                                                 |                                                   |
| Arturo Napoleone                                     | ?                                                 | ?                                                  | ?                                                 | ?                                                 | 1948                                              | 1948                                              | ?                                                 |                                                   |
| Giovanni Tatone                                      | ?                                                 | ?                                                  | ?                                                 | ?                                                 | 1948                                              | 1950                                              | ?                                                 |                                                   |
| Raffaele Di Girolamo                                 | ?                                                 | ?                                                  | ?                                                 | ?                                                 | 1950                                              | 1952                                              | ?                                                 |                                                   |
| Luigi Di Gesualdo                                    | ?                                                 | ?                                                  | ?                                                 | ?                                                 | 1952                                              | 1956                                              | ?                                                 |                                                   |
| Alberto Di Claudio                                   | ?                                                 | ?                                                  | ?                                                 | ?                                                 | 1956                                              | 1962                                              | ?                                                 |                                                   |
| Agatino Neri (Commissario prefettizio)               | –                                                 | –                                                  | –                                                 | –                                                 | 1962                                              | 1962                                              | ?                                                 |                                                   |
| Francesco Paolo Spina                                | ?                                                 | ?                                                  | ?                                                 | ?                                                 | 1962                                              | 1965                                              | ?                                                 |                                                   |
| Clodomiro Della Penna                                | ?                                                 | ?                                                  | ?                                                 | ?                                                 | 1965                                              | 1967                                              | ?                                                 |                                                   |
| ?                                                    |                                                   |                                                    |                                                   |                                                   |                                                   |                                                   |                                                   |                                                   |
| Nicola Di Girolamo                                   | ?                                                 | ?                                                  | ?                                                 | ?                                                 | 1969                                              | 1974                                              | ?                                                 |                                                   |
| Mario Durini                                         |                                                   | Partito Socialista Democratico Italiano            | Partito Socialista Democratico Italiano           | Partito Socialista Democratico Italiano           | 1974                                              | 1977                                              | ?                                                 |                                                   |
| ?                                                    |                                                   |                                                    |                                                   |                                                   |                                                   |                                                   |                                                   |                                                   |
| Mario Durini                                         |                                                   | Partito Socialista Democratico Italiano            | Partito Socialista Democratico Italiano           | Partito Socialista Democratico Italiano           | 1979                                              | 1983                                              | ?                                                 |                                                   |
| Flavio Monti                                         |                                                   | Democrazia Cristiana                               | Democrazia Cristiana                              | Democrazia Cristiana                              | 1983                                              | 1988                                              | ?                                                 |                                                   |
| Giuseppe Appignani                                   |                                                   | Democrazia Cristiana                               | Democrazia Cristiana                              | Democrazia Cristiana                              | 27 ottobre 1988                                   | 8 febbraio 1990                                   | Elezione 1988                                     |                                                   |
| Mario Durini                                         |                                                   | Partito Socialista Democratico Italiano            | Partito Socialista Democratico Italiano           | Partito Socialista Democratico Italiano           | 8 febbraio 1990                                   | 4 settembre 1991                                  | Elezione 1988                                     |                                                   |
| Leone Di Marzio                                      |                                                   | Democrazia Cristiana                               | Democrazia Cristiana                              | Democrazia Cristiana                              | 4 settembre 1991                                  | 19 febbraio 1993                                  | Elezione 1988                                     |                                                   |
| Antonio Dandolo (Commissario prefettizio)            | –                                                 | –                                                  | –                                                 | –                                                 | 23 aprile 1993                                    | 2 giugno 1993                                     | –                                                 |                                                   |
| Antonio Dandolo (Commissario straordinario)          | –                                                 | –                                                  | –                                                 | –                                                 | 2 giugno 1993                                     | 4 dicembre 1993                                   | –                                                 |                                                   |
| Sindaci eletti direttamente dai cittadini (dal 1993) |                                                   |                                                    |                                                   |                                                   |                                                   |                                                   |                                                   |                                                   |
| Nominativo                                           | Partito                                           | Partito                                            | Coalizione                                        | Coalizione                                        | Mandato                                           | Mandato                                           | Elezione                                          |                                                   |
| Nominativo                                           | Partito                                           | Partito                                            | Coalizione                                        | Coalizione                                        | Inizio                                            | Fine                                              | Elezione                                          |                                                   |
| Giuseppe Appignani                                   |                                                   | Democrazia Cristiana poi Partito Popolare Italiano |                                                   | DC/PPI                                            | 4 dicembre 1993                                   | 29 febbraio 1996                                  | Elezione 1993                                     |                                                   |
| Giuseppe Appignani                                   |                                                   | Democrazia Cristiana poi Partito Popolare Italiano | PPI-PDS                                           | 29 febbraio 1996                                  | 17 novembre 1997                                  |                                                   | Elezione 1993                                     |                                                   |
| Donato Renzetti                                      | ?                                                 | ?                                                  |                                                   | L. civiche                                        | 17 novembre 1997                                  | 2 aprile 2001                                     | Elezione 1997                                     |                                                   |
| Antonio Dandolo (Commissario prefettizio)            | –                                                 | –                                                  | –                                                 | –                                                 | 2 aprile 2001                                     | 19 aprile 2001                                    | –                                                 |                                                   |
| Antonio Dandolo (Commissario straordinario)          | –                                                 | –                                                  | –                                                 | –                                                 | 19 aprile 2001                                    | 28 maggio 2002                                    | –                                                 |                                                   |
| Donato Renzetti                                      |                                                   | Democratici di Sinistra                            |                                                   | DS-DL-FdV-SDI-L. civiche                          | 28 maggio 2002                                    | 29 maggio 2007                                    | Elezione 2002                                     |                                                   |
| Franco Ranghelli                                     |                                                   | Indipendente                                       |                                                   | DS-DL/PD-UDEUR-PRC-PdCI                           | 29 maggio 2007                                    | 30 agosto 2011                                    | Elezione 2007                                     |                                                   |
| Vincenzo De Vivo (Commissario prefettizio)           | –                                                 | –                                                  | –                                                 | –                                                 | 30 agosto 2011                                    | 29 settembre 2011                                 | –                                                 |                                                   |
| Vincenzo De Vivo (Commissario straordinario)         | –                                                 | –                                                  | –                                                 | –                                                 | 29 settembre 2011                                 | 15 maggio 2012                                    | –                                                 |                                                   |
| Luciano Di Lorito                                    |                                                   | Partito Democratico                                |                                                   | PD-IdV-FLI                                        | 15 maggio 2012                                    | 16 giugno 2017                                    | Elezione 2012                                     |                                                   |
| Luciano Di Lorito                                    |                                                   | Partito Democratico                                | PD-L. civiche                                     | 16 giugno 2017                                    | 16 giugno 2022                                    | Elezione 2017                                     |                                                   |                                                   |
| Chiara Trulli                                        |                                                   | Partito Democratico                                |                                                   | PD-L. civiche                                     | 16 giugno 2022                                    | in carica                                         | Elezione 2022                                     |                                                   |